# ماسیمو سیتی
ماسیمو سیتی ( متولد ۱۹۵۵) داستان‌نویس ایتالیایی است .او در برشیا در لمباردی در شمال ایتالیا به دنیا آمده است. وی تعدادی از داستانهای خود را در مجلات ادبی منتشر کرده‌است. همچنین وی سردبیر مجله ادبی LibriNuovi و سردبیر سالنامه فتی مورگانا می‌باشد  . وی در سال ۲۰۰۲ برنده جایزه اوملاس که توسط سازمان عفو بین‌الملل ایتالیا برای داستانهای علمی تخیلی اختصاص دارد، شده بود.